# Ljubezen (teološka vrlina)
V krščanski teologiji ljubezen ali dobrodelnost (latinsko Caritas (virtus)) velja za eno od sedmih vrlin in jo Tomaž Akvinski razume kot »prijateljstvo človeka do Boga«, ki nas »združuje z Bogom«. Ima jo kot »najbolj odličo od vrlin«. Nadalje Akvinski trdi, da se »navada dobrodelnosti ne razširi samo na ljubezen do Boga, ampak tudi na ljubezen do bližnjega.« 
Katekizem katoliške cerkve opredeljuje 'dobrodelnost' kot »teološko vrlino, po kateri ljubimo Boga predvsem zase, za svojega pa bližnjega kot sebe zaradi ljubezni do Boga«.

## Karitas: altruistična ljubezen
Stavek Deus caritas est iz 1 Jn 4,8 ('Kdor ne ljubi, Boga ni spoznal, kajti Bog je ljubezen’) — ali Θεὸς ἀγάπη ἐστίν (Theos agapē estin) v izvirni grščini, je v različici Kinga Jamesa preveden kot: 'Bog je ljubezen' in v bibliji Douay-Rheims kot: 'Bog je dobrodelnost'. Tomaž Akvinski dobrodelnost preprosto ne enači z 'ljubeznijo', ki jo ima kot strast in ne vrlino. Ljubezen ima lahko tudi druge pomene, a kot se uporablja v Novi zavezi, se skoraj vedno nanaša na vrlino caritas.
Velikokrat, ko se dobrodelnost omenja v bibliji, se sklicuje na »ljubezen do Boga«, ki je duhovna ljubezen, ki se od Boga do človeka razširi in nato odraža človek, ki je narejen po božji podobi, nazaj k Bogu. Bog daje človeku moč, da deluje tako, kot Bog deluje (Bog je ljubezen), potem človek odseva Božjo moč v svojih človeških dejanjih do drugih. En primer tega gibanja je »dobrodelnost pokriva množico grehov« (1 Pt 4,8 'Predvsem se med seboj goreče ljubite, ker ljubezen pokrije množico grehov.’). »Praksa dobrodelnosti nas pripelje do tega, da ravnamo do sebe in drugih iz ljubezni samo zato, ker ima vsak človek dostojanstvo ljubljenega božjega otroka«.

## Kot teološka vrlina
Dobrodelnost / Ljubezen je najvišja popolnost človeškega duha, saj naj bi tako poveličevala in odražala naravo Boga. Zmeda lahko izhaja iz več pomenov besede 'ljubezen'. Kot druge teološke vrline je dobrodelnost božansko vdeta v dušo; prebiva v 'volji'. Po besedah Akvinskega je dobrodelnost absolutna zahteva za srečo, ki jo ima kot zadnji človekov cilj.
Dobrodelnost ima dva dela: ljubezen do Boga in ljubezen do človeka, ki vključuje ljubezen do bližnjega in do sebe.
V 1 Kor 13 Pavel daje večji poudarek na dobrodelnosti (ljubezni). Opisuje jo kot:
 Ko bi govoril človeške in angelske jezike, ljubezni pa bi ne imel, sem postal brneč bron ali zveneče cimbale. 2 In ko bi imel dar preroštva in ko bi poznal vse skrivnosti in imel vse spoznanje in ko bi imel vso vero, da bi gore prestavljal, ljubezni pa bi ne imel, nisem nič. 3 In ko bi razdal vse svoje imetje, da bi nahranil lačne, in ko bi izročil svoje telo, da bi zgorel,  ljubezni pa bi ne imel, mi nič ne koristi.

Ljubezen nikoli ne mine. Preroštva bodo prenehala, jeziki bodo umolknili, spoznanje bo prešlo, 9 kajti le delno spoznavamo in delno prerokujemo. 10 Ko pa pride popolno, bo to, kar je delno, prenehalo..... Za zdaj pa ostanejo vera, upanje, ljubezen, to troje. In največja od teh je ljubezen. 
Plod dobrodelnosti so radost, mir in usmiljenje.
Decembra 2005 je papež Benedikt XVI. izdal encikliko Deus caritas est, v kateri je razpravljal o »... ljubezni, ki nam jo Bog očita in ki jo moramo deliti z drugimi.«